# Jan Zerndt
Jan Zerndt (ur. 12 stycznia 1894 w Zgierzu, zm. 1945) – polski paleobotanik i geolog, doktor filozofii nauk przyrodniczych.

## Życiorys
Studiował na Wydziale Lekarskim Uniwersytetu Warszawskiego, a następnie kontynuował naukę na Wydziale Filozoficznym w zakresie nauk przyrodniczych na Uniwersytecie Jagiellońskim. Podyplomowo ukończył dla nauczycieli gimnazjalnych, w 1920 ochotniczo wstąpił Wojska Polskiego i walczył w wojnie polsko-bolszewickiej. Po przejściu do rezerwy w 1921 zamieszkał w Łodzi, gdzie był nauczycielem w gimnazjum, równocześnie uczył też w Łasku. W Łodzi zorganizował centralną pracownię przyrodniczą szkół powszechnych. Po roku przeniósł się do Krakowa, gdzie stworzył podobną pracownię. Pracował w kierowanym przez prof. Zygmunta Rozena Zakładzie Mineralogii Akademii Górniczej, badał megaspory produktywnego okresu karbońskiego w okolicach Krakowa i na Górnym Śląsku, analizował proces maceracji węgla kamiennego oraz systematykę i rozmieszczenie stratygraficzne spor karbońskich. Współpracował z Komisją Fizjograficzną Polskiej Akademii Umiejętności i Państwowym Instytutem Geologicznym, został aresztowany 6 listopada 1939 w ramach Sonderaktion Krakau i przebywał w niewoli. Został wciągnięty na volkslistę i jako Johann Reinhold Zerndt przyjął obywatelstwo niemieckie, przeszkolono go w Wehrmachcie i przydzielono do Ostinstitutu. Zginął w 1945.

## Dorobek naukowy
Ogłosił liczne prace dotyczące geologii, mineralogii i petrografii, publikował w „Czasopiśmie Przyrodniczym”, „Biuletynie Państwowej Akademii Umiejętności”, „Przeglądzie Górniczo-Hutniczym”. Zainicjował badania nad megasporami roślin z okresu karbonu. W 1934 i w 1938 opublikował monografię żeńskich zarodników widłaków z okresu karbonu na Górnym Śląsku